# Avgust
Avgust ali veliki srpan je osmi mesec gregorijanskega koledarja. Izvirno slovensko ime za avgust je veliki srpan, hrvaško kolovoz, češko srpen in poljsko sierpień, prekmursko méšnjek in tudi augustuš.
Mesec avgust se tako imenuje v čast rimskega cesarja Avgusta. Mesec naj bi imel 31 dni, ker je Avgust želel imeti v svojem mesecu toliko dni kot Julij Cezar v svojem juliju. Cesar je avgust postavil, ker je to mesec v katerem je umrla Kleopatra. Preden ga je preimenoval, se je mesecu latinsko reklo Sextilis, saj je bil šesti mesec v rimskem koledarju, ki se je začel z marcem.

## Prazniki in obredi
- 5. avgust - dan zmage in zahvalni dan (Hrvaška)
- 12. avgust - mednarodni dan mladih
- 15. avgust - Marijino vnebovzetje (Rimskokatoliška cerkev)
- 17. avgust - združitev prekmurskih Slovencev z matičnim narodom po prvi svetovni vojni‎ (Slovenija)
- 20. avgust - dan svetega Štefana, glavni državni praznik (Madžarska)